# هایپرتونی
به افزایش تنوس ماهیچه اسکلتی ، هایپرتونی (به انگلیسی: Hypertonia) می‌گویند. آسیب راه هرمی که یک ضایعه نورون حرکتی فوقانی محسوب می‌شود، ممکن است باعث هایپرتونی گردد. یک ضایعه عروقی مغز که عامل سکته مغزی است، معمولاً تون ماهیچه‌ای در ابتدا کاهش یافته، ولی به تدریج پس از چند روز تا چند هفته، تنوس ماهیچه‌ای افزایش می‌یابد که شدت آن ممکن است خفیف، متوسط یا شدید باشد.
یک ضایعه نخاعی ممکن است منجربه هیپوتونی یا هایپرتونی گردد. قطع عرضی طناب نخاعی در ابتدا، کاهش تونوس ماهیچه اسکلتی را به همراه دارد، ولی معمولاً با گذشت زمان تون عضلانی افزایش می‌یابد که در نهایت وضعیت اسپاستیک در اندام‌ها ایجاد می‌شود. در موارد آسیب شاخ پیشین طناب نخاعی که منشاء نورون‌های حرکتی به ماهیچه‌های اسکلتی است، تون عضلانی کاهش می‌یابد و در نتیجه هیپوتونی ایجاد می‌گردد (مانند فلج اطفال).

## انواع هایپرتونی
افزایش تنوس ماهیچه‌ای ممکن است به صورت اسپاستیسیتی یا رژیدیتی باشد. 

### اسپاستیسیته
اسپاستیسیته یا اسپاستیسیتی (به انگلیسی: Spasticity) عبارت است از افزایش تون ماهیچه‌ای در یک عضله یا گروهی از ماهیچه‌ها که به علت ضایعه نورون حرکتی فوقانی (همانند سکته مغزی) یا آسیب تحلیل برنده دستگاه عصبی مرکزی (مانند بیماری مالتیپل اسکلروز) اتفاق می‌افتد. در این بیماران، درجات متفاوتی از افزایش تون ماهیچه‌ای وجود دارد. بعضی از بیماران با ضایعه مغزی (مثلاً به علت ضربه مغزی یا آسیب عروقی) از الگویی خاص درارتباط با افزایش تون ماهیچه‌ای در اندام‌ها پیروی می‌کنند به‌طوری‌که اندام فوقانی در وضعیت خم شده (فلکسوری) و اندام تحتانی در حالتی مخالف با آن، وضعیت صاف شده (اکستانسوری) را به خود می‌گیرد.

### رژیدیتی
رژیدیتی (به انگلیسی: Rigidity) یک نوع هایپرتونی است که بیانگر افزایش تون عضلانی در تمام دامنه حرکتی یک مفصل است که هر دو گروه ماهیچه‌های خم‌کننده (فلکسور) و صاف‌کننده (اکستانسور) را درگیر می‌کند. اگر رژیدیتی همراه با لرزش باشد، به این حالت پدیده چرخ دندانه دار  می‌گویند. رژیدیتی یکی از علایم ویژه در بیماران پارکینسون است که شدت آن به هنگام معاینه غیرفعال مفصل درگیر مشخص می گردد.
تفاوت رژیدیتی با اسپاستیسیتی در این است که در حالت دوم، فقط گروه عضلات خم‌کننده یا صاف‌کننده یک مفصل درگیر می شود و همچنین در اسپاستیسیتی برخلاف رژیدیتی، تون پاتولوژیک در یک دامنه خاص زیاد بوده و با اعمال نیروی ممتد غیرفعال، ناگهان کاهش می‌یابد که به این حالت اخیر پدیده چاقوی ضامن دار  می‌گویند.